# Château du Pin (Jura)
Pour les articles homonymes, voir château du Pin.
Le château du Pin est un ancien château fort du XIIIe siècle qui se dresse sur la commune française du Pin, dans le département du Jura, en région Franche-Comté.
Le château fait l'objet d'une protection totale au titre des monuments historiques.

## Localisation
Le château du Pin est situé à 3 kilomètres au nord-est de Lons-le-Saunier, dans le département français du Jura, au nord-est du bourg du Pin. Il domine les vallées de la Seille, du Doubs et de la Saône, sur une colline au sud du vignoble.

## Historique
Construit, en 1253, sur les ruines d'un  castrum, par le comte de Bourgogne et seigneur d'Arlay, Jean Ier de Chalon (1190-1267), le château est destiné à contrôler la route du Sel sur les terres de l'abbaye Saint-Pierre de Baume-les-Messieurs.
En 1425, le château est vendu au seigneur de Courlaoux Guillaume de Vaudrey qui lui donne son aspect actuel.
En 1674, un ordre de destruction est émis par le roi Louis XIV (durant la guerre de Hollande) mais seule une partie de la courtine sera démolie.
À partir du XVIIIe siècle, plusieurs propriétaires se succèdent, et le château devient entre autres une ferme.
En 1920, le baron Carlos de Watteville l’achète partiellement en ruine et entreprend de gros travaux de restauration entre 1923 et 1933 : reconstruction de l'enceinte et du logis, relèvement des tours et restauration du donjon.
Le château se visite du 1er juillet au 31 août et pour les journées du Patrimoine.

## Description
Le château, entouré d'une enceinte polygonale, est flanquée de cinq tours semi-circulaires, trois d'entre elles étant accolées aux bâtiments, les deux autres, faisant partie de l'enceinte orientale, sont reliées par une courtine. Le château possède un imposant donjon, construit après 1252, doté de mâchicoulis et d'échauguettes d'angles ; il est accolé à la porterie. Celui-ci est de forme rectangulaire avec angles arrondis ; il mesure 20,14 mètres de long et 16 mètres de large. Ses murs ont une épaisseur variant entre 2 et 2,80 mètres. L'intérieur  compte cinq niveaux auxquels on accède depuis la cour centrale par une porte située à la hauteur du premier étage. La salle du 2e étage avec sa chapelle contiguë, était réservée à la famille seigneuriale.
Le corps de logis aux fenêtres à meneaux, comporte deux étages desservis par un escalier enfermé dans une tourelle polygonale hors œuvre, à l'angle sud du logis. Entre le corps de logis et le donjon se trouve la conciergerie, bâtiment restauré dans le style néo-médiéval.

## Protection
Sont inscrits par arrêté du 27 décembre 2000 :
- le château proprement dit, en totalité, y compris les décors immeubles par destination ;
- les vestiges de la basse-cour, actuel jardin, de la maison forte de la Chasnée, et du bourg, y compris les sols et les vestiges archéologiques qu'ils contiennent.

Sont classés par arrêté du 21 mars 2002 :
- le donjon, l'enceinte, le corps de logis avec son escalier XVIe siècle (à l'exception des intérieurs restaurés au XXe siècle du corps de logis et des intérieurs de la maison du régisseur incluse dans le mur d'enceinte.

## Galerie

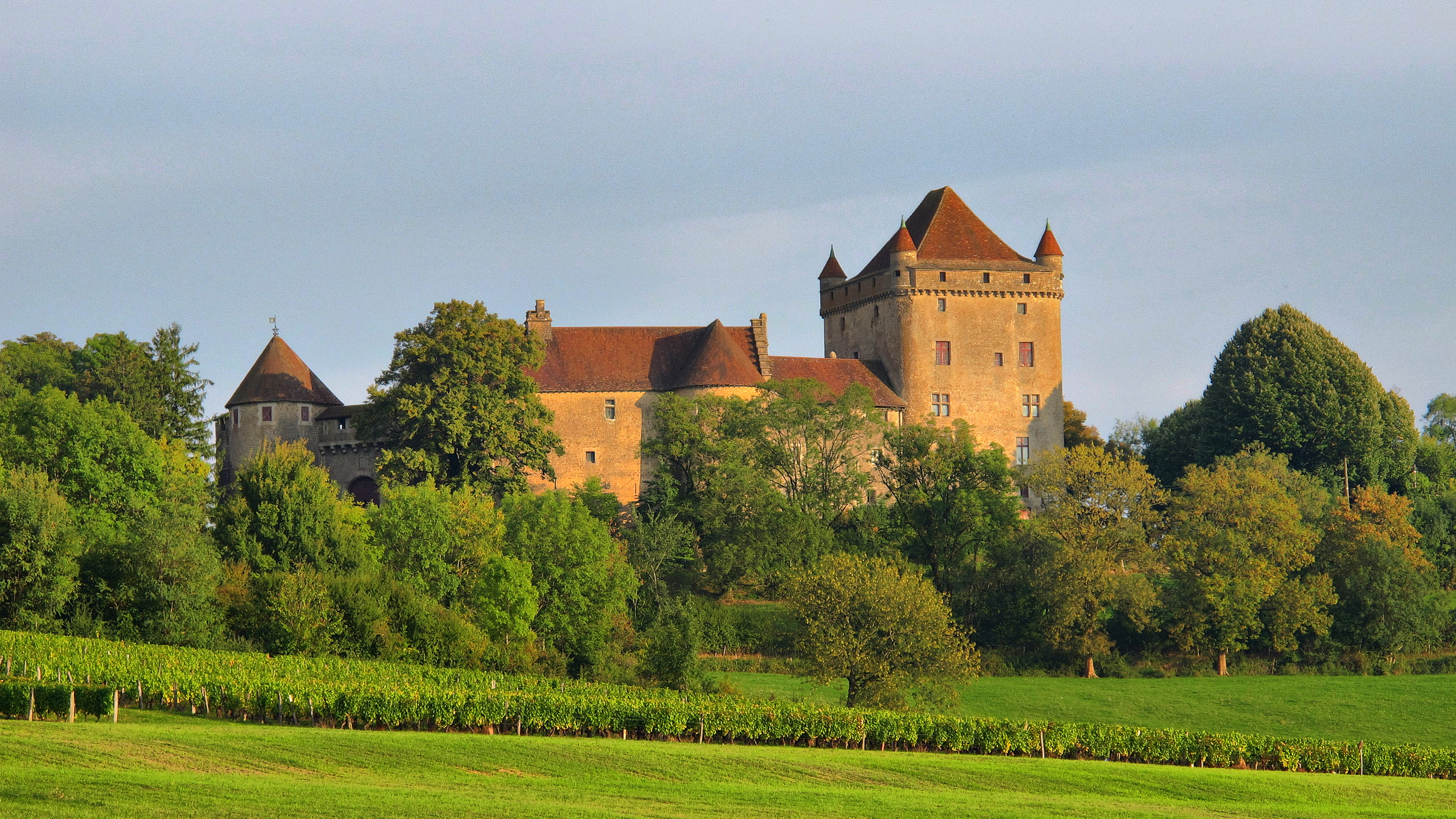
Le château (côté ouest).
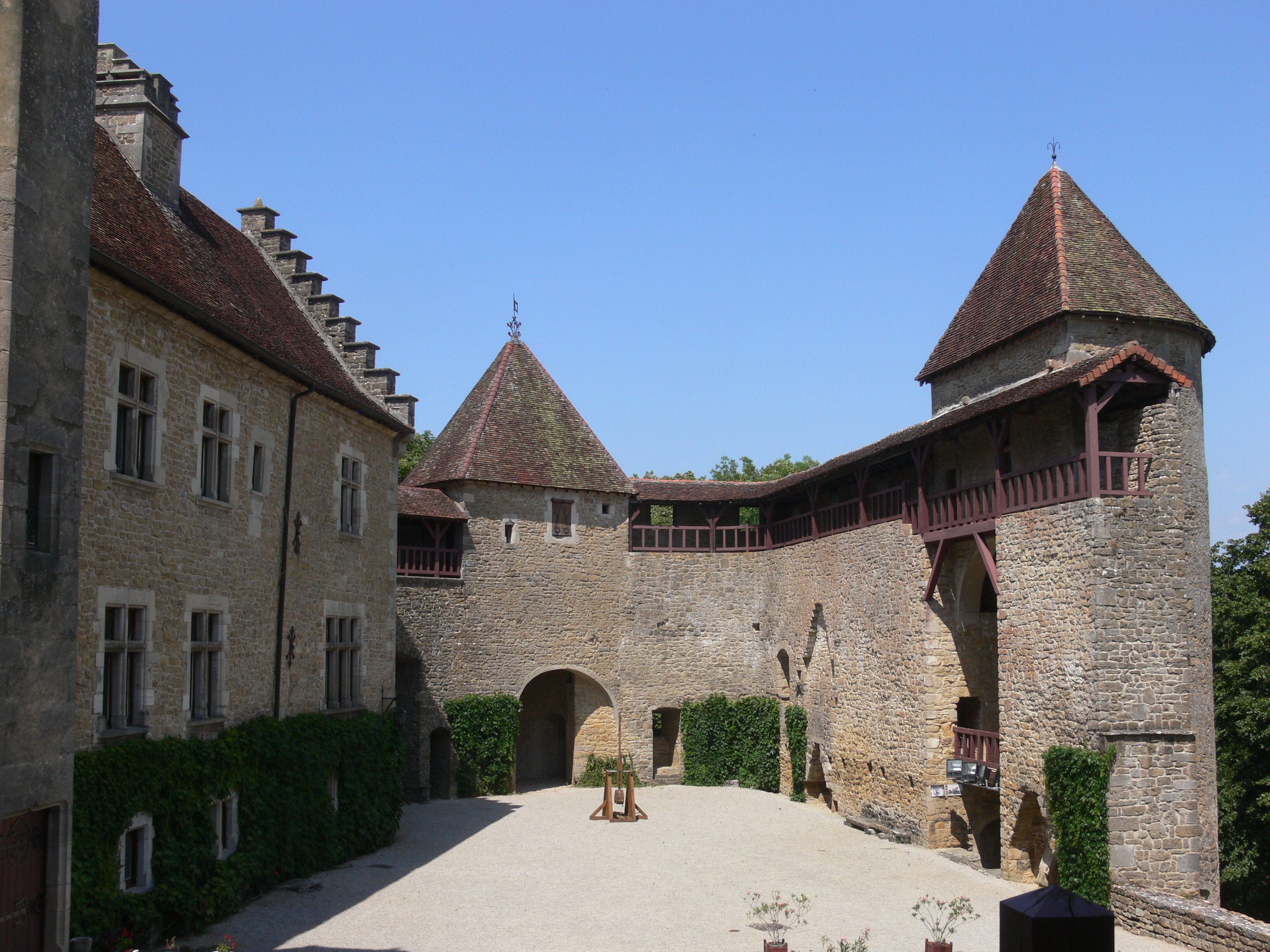
La cour intérieure.